# Нововознесенка (Славгородський округ)
Нововознесе́нка (рос. Нововознесенка) — село у складі Славгородського округу Алтайського краю, Росія.

## Населення
Населення — 986 осіб (2010; 1186 у 2002).
Національний склад (станом на 2002 рік):
- росіяни — 55 %